# Middellandse Zeespelen 1987

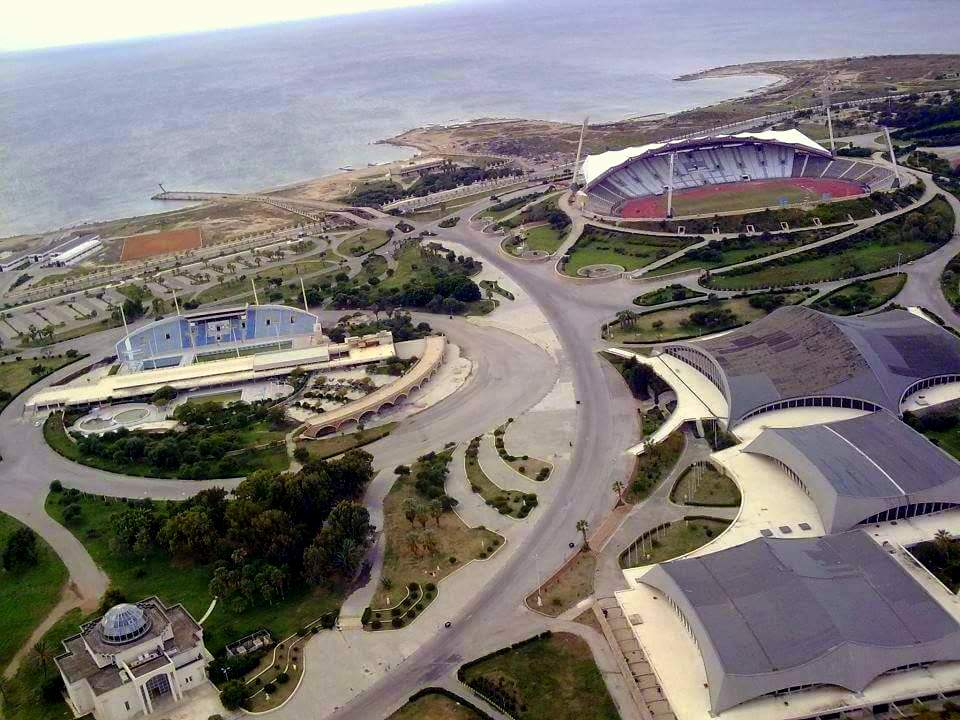
Het sportcomplex in Latakia waar de meeste onderdelen afgewerkt werden

De Middellandse Zeespelen 1987 vormden de tiende editie van de Middellandse Zeespelen. Ze werden gehouden van 11 september tot en met 25 september 1987 in de Syrische stad Latakia.
De Spelen van 1987 trokken 1996 atleten, 200 minder dan in Casablanca in 1987. Het was de eerste en tot op heden enige keer dat de Spelen plaatsvonden in Syrië.
Italië sloot de Spelen af als aanvoerder van het medailleklassement, op ruime afstand gevolgd door Joegoslavië en Frankrijk. Gastland Syrië moest zich tevreden stellen met de zesde plaats.

## Sporten
Op deze Spelen stonden er 17 sporten op het programma, drie minder dan vier jaar eerder. In 166 onderdelen konden medailles worden behaald.
| Atletiek Basketbal Boksen Gewichtheffen Gymnastiek Handbal | Judo Schietsport Schoonspringen Tafeltennis Tennis Voetbal | Volleybal Waterpolo Wielersport Worstelen Zwemmen |

## Medaillespiegel
| Plaats | Land        | Goud | Zilver | Brons | Totaal |
| 1      | Italië      | 69   | 45     | 38    | 152    |
| 2      | Joegoslavië | 17   | 19     | 17    | 53     |
| 3      | Frankrijk   | 16   | 30     | 22    | 68     |
| 4      | Spanje      | 15   | 21     | 33    | 69     |
| 5      | Marokko     | 9    | 8      | 3     | 20     |
| 6      | Syrië       | 9    | 6      | 12    | 27     |
| 7      | Turkije     | 8    | 9      | 22    | 39     |
| 8      | Griekenland | 7    | 14     | 16    | 37     |
| 9      | Algerije    | 5    | 3      | 4     | 12     |
| 10     | Egypte      | 4    | 4      | 6     | 14     |
| 11     | Albanië     | 3    | 1      | 4     | 8      |
| 12     | Tunesië     | 2    | 4      | 5     | 11     |
| 13     | Cyprus      | 2    | 0      | 0     | 2      |
| 14     | Libanon     | 0    | 1      | 0     | 1      |
| 14     | San Marino  | 0    | 1      | 0     | 1      |
| Totaal | Totaal      | 166  | 166    | 182   | 514    |

## Deelnemende landen
Aan de tiende Middellandse Zeespelen namen achttien landen deel, twee meer dan vier jaar eerder. Albanië en San Marino debuteerden. San Marino was het eerste land dat geen kustlijn aan de Middellandse Zee heeft dat deelnam. Libië, Malta en Monaco waren de enige landen die geen medailles wisten te vergaren.
- Albanië
- Algerije
- Cyprus
- Egypte
- Frankrijk
- Griekenland

- Italië
- Joegoslavië
- Libanon
- Libië
- Malta
- Marokko

- Monaco
- San Marino
- Spanje
- Syrië
- Tunesië
- Turkije